# Harry Lodge
David Henry "Harry" Lodge (nascido em 23 de setembro de 1967) é um ex-ciclista britânico, profissional de 1989 a 2002. Lodge representou o Reino Unido nos Jogos Olímpicos de 1988, em Seul, onde obteve a vigésima posição na prova de contrarrelógio por equipes.